# Takashi Hirano
Takashi Hirano (平野孝?, Hirano Takashi; Shizuoka, 15 luglio 1974) è un ex calciatore giapponese, di ruolo difensore.